# Cantó de Saint-Ouen-l'Aumône
El cantó de Saint-Ouen-l'Aumône és un cantó francès del departament de Val-d'Oise, situat al districte de Pontoise i al districte d'Argenteuil. Des del 2015 té 12 municipis i el cap és Saint-Ouen-l'Aumône.

## Municipis
- Auvers-sur-Oise
- Butry-sur-Oise
- Frépillon
- Frouville
- Hédouville
- Hérouville-en-Vexin
- Labbeville
- Mériel
- Méry-sur-Oise
- Nesles-la-Vallée
- Saint-Ouen-l'Aumône
- Valmondois

## Història
| Data d'elecció                           | Identitat        | Partit             | Qualitat |
| ---------------------------------------- | ---------------- | ------------------ | -------- |
| 1967-1979                                | Armand Lecomte   | RI, després UDF-PR |          |
| 1979-1985                                | Dominique Gillot | PS                 |          |
| 1985-1992                                | Jean Bardet      | RPR                |          |
| 1992-2004                                | Roland Daffix    | PS                 |          |
| 2004-                                    | Andrée Salgues   | PS                 |          |
| les dades anteriors no són pas conegudes |                  |                    |          |
|                                          |                  |                    |          |

## Demografia
| A partir de 1990: Població sense dobles comptes |